# Granatnik RPG-29
RPG-29 – ręczny granatnik przeciwpancerny, konstrukcji radzieckiej, wprowadzony do użytku w 1989 roku.

## Budowa

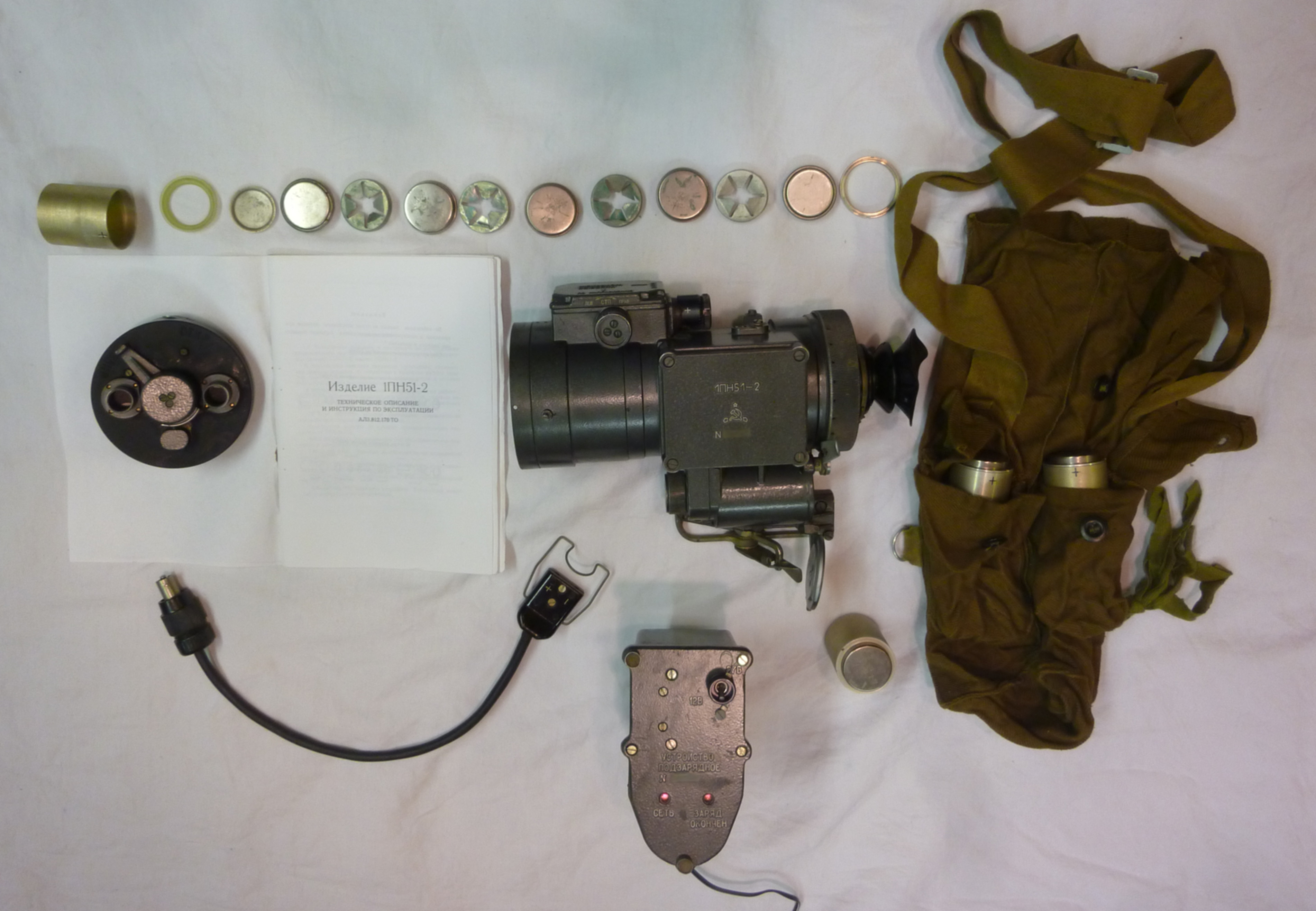
Celownik noktowizyjny 1PN51-2

Jest to broń bezodrzutowa, gładkolufowa, jednostrzałowa, odpalana z ramienia.
Składa się z dwóch szybko składanych rur o kalibrze 105 mm. Do części tylnej zamocowany jest monopod, a do części przedniej elektroniczny mechanizm spustowy, uchwyt oraz celownik optyczny PGO-7 o powiększniu 2,7 raza lub celownik noktowizyjny 1PN51-2 (wersja 1PN51 z siatką przystosowaną do granatnika).

## Pocisk
Granat PG-29V HEAT posiada głowicę tandemową zdolną przebić pancerz reaktywny ERA o grubości 600 mm lub 1500 mm betonu. W przeciwieństwie do RPG-7 nie ma ładunku miotającego. Silnik rakietowy jest odpalany zaraz po naciśnięciu spustu i wypala się zanim pocisk opuści lufę. Dalszy lot zapewnia mu bezwładność. Zasięg skuteczny wynosi 500 m.